# Spodnja Orlica
Spodnja Orlica este o localitate din comuna Radlje ob Dravi, Slovenia, cu o populație de 115 locuitori.